# Jespák
Jespák (Calidris) je rod slukovitých ptáků. Rod popsal již v roce 1804 Blasius Merrem.

## Druhy
Rod Calidris zahrnuje 24 recentních druhů:
- Calidris acuminata (Horsfield, 1821) – jespák klínoocasý
- Calidris alba (Pallas, 1764) – jespák písečný
- Calidris alpina (Linnaeus, 1758) – jespák obecný
- Calidris bairdii (Coues, 1861) – jespák dlouhokřídlý (= jespák Bairdův)
- Calidris canutus (Linnaeus, 1758) – jespák rezavý (= jespák islandský)
- Calidris falcinellus (Pontoppidan, 1763) – jespáček ploskozobý (= jespák ploskozobý)
- Calidris ferruginea (Pontoppidan, 1763) – jespák křivozobý (= jespák křivozubý)
- Calidris fuscicollis (Vieillot, 1819) – jespák tundrový
- Calidris himantopus (Bonaparte, 1826) – jespák dlouhonohý
- Calidris maritima (Brünnich, 1764) – jespák mořský (= jespák mořský severní)
- Calidris mauri (Cabanis, 1857) – jespák aljašský
- Calidris melanotos (Vieillot, 1819) – jespák skvrnitý
- Calidris minuta (Leisler, 1812) – jespák malý
- Calidris minutilla (Vieillot, 1819) – jespák drobný
- Calidris ptilocnemis (Coues, 1873) – jespák pobřežní
- Calidris pugnax (Linnaeus, 1758) – jespák bojovný
- Calidris pusilla (Linnaeus, 1766) – jespák srostloprstý (= jespák Brissonův)
- Calidris pygmaea (Linnaeus, 1758) – jespák lžícozobý
- Calidris ruficollis (Pallas, 1776) – jespák rudohrdlý (= jespák rudokrký)
- Calidris subminuta (Middendorff, 1853) – jespák dlouhoprstý (= jespák Wilsonův)
- Calidris subruficollis (Vieillot, 1819) – jespák plavý
- Calidris temminckii (Leisler, 1812) – jespák šedý
- Calidris tenuirostris (Horsfield, 1821) – jespák velký
- Calidris virgata (J. F. Gmelin, 1789) – jespák příbojový

## Galerie

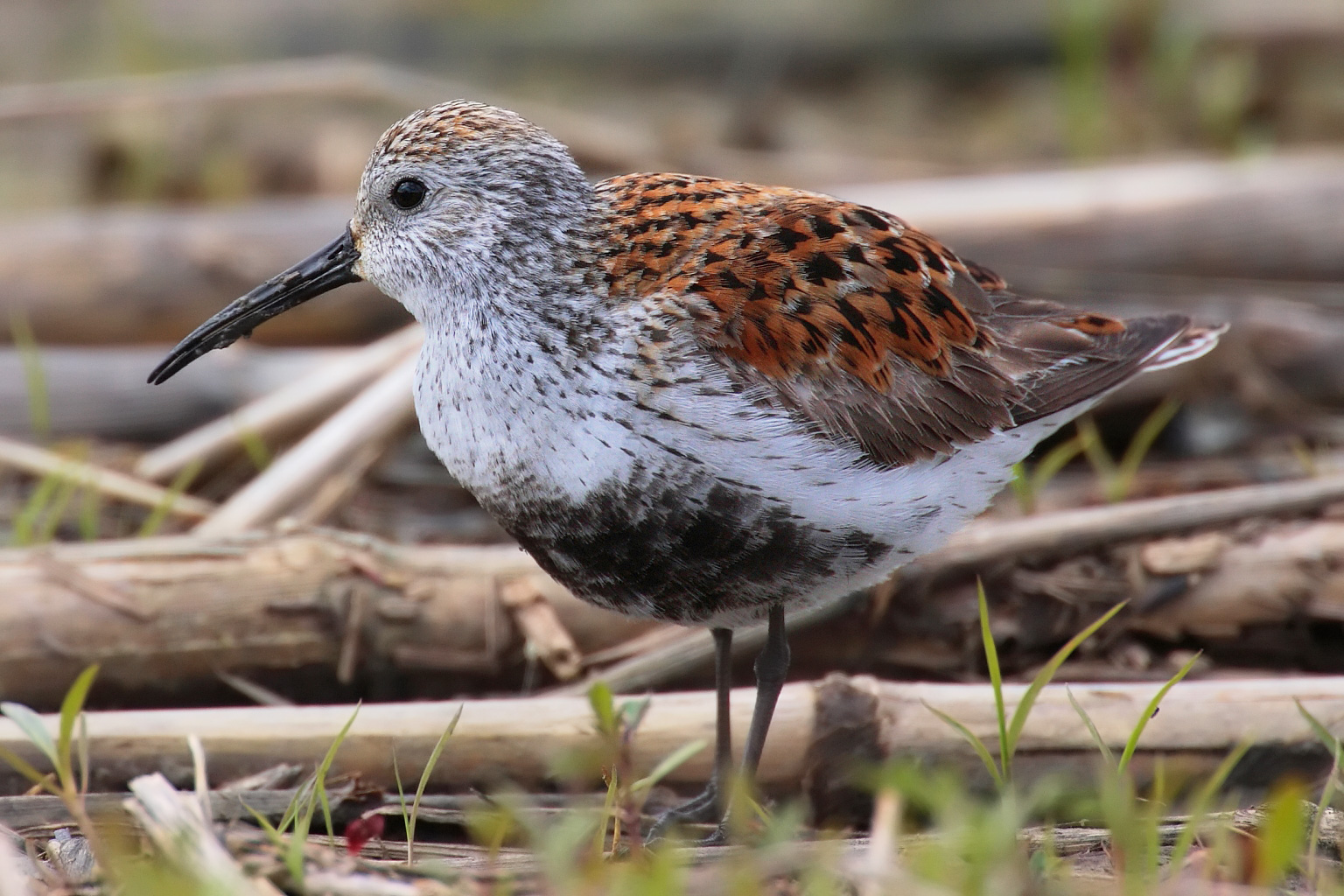
Jespák obecný ve svatebním šatu
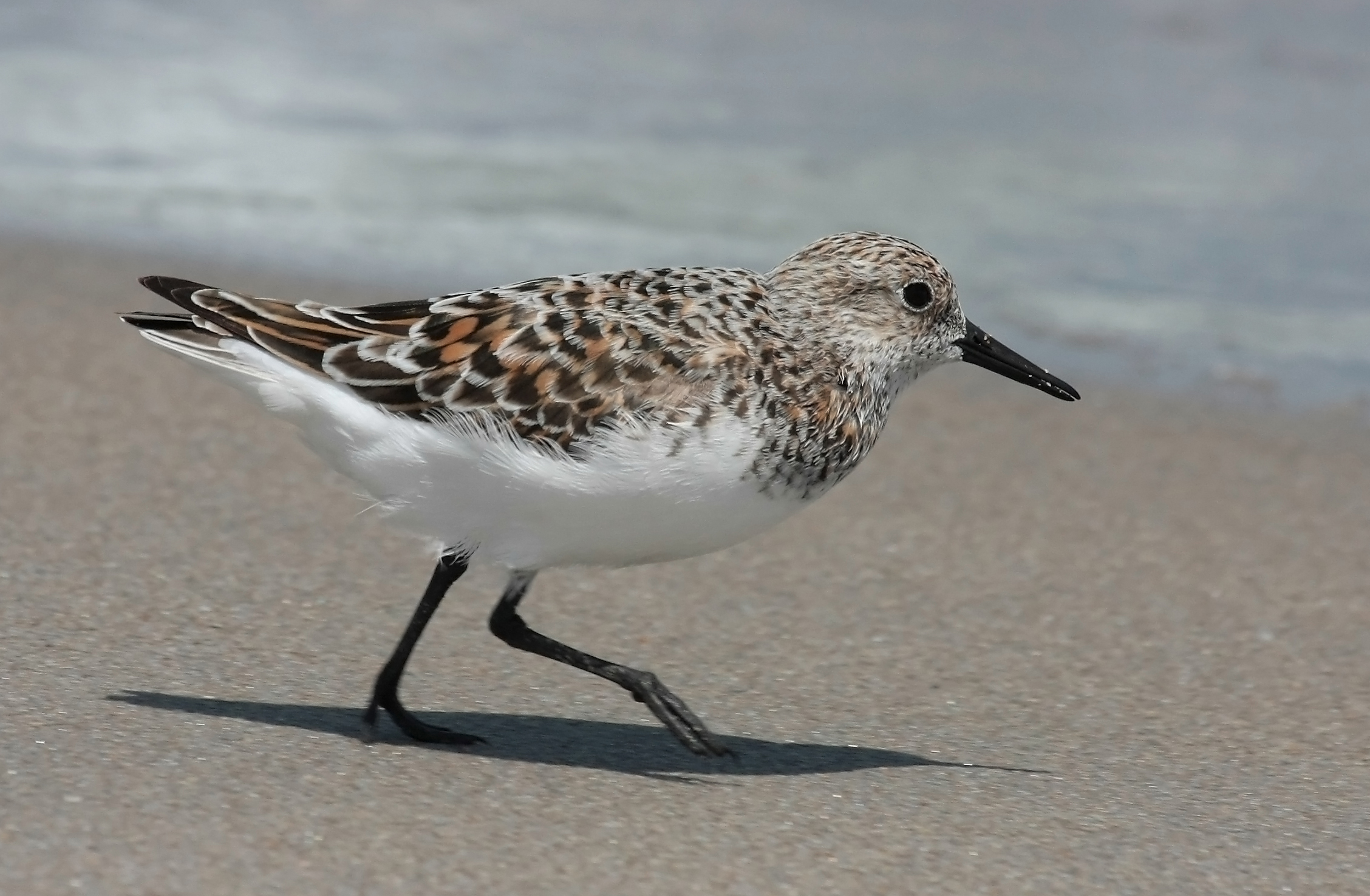
Jespák písečný ve svatebním šatu
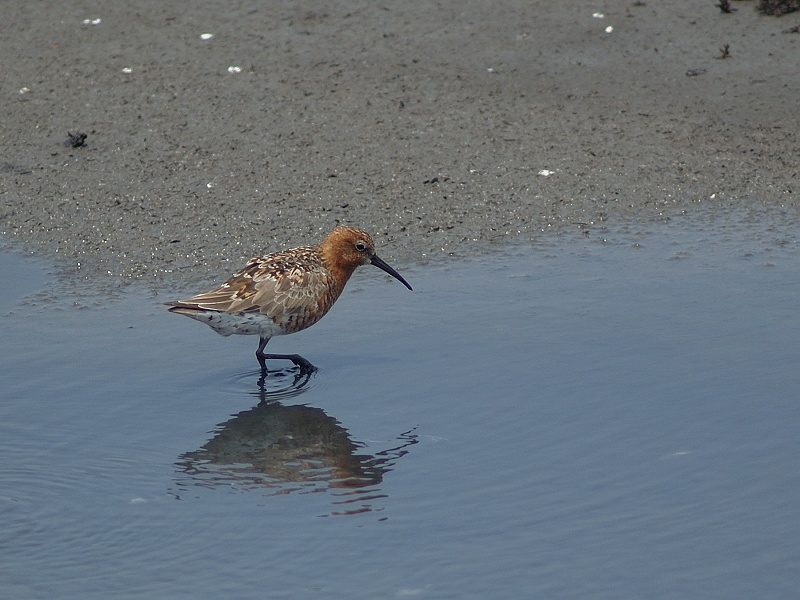
Jespák křivozobý pelichající do zimního šatu
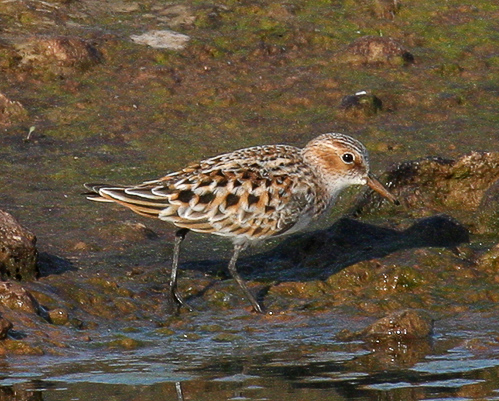
Jespák malý
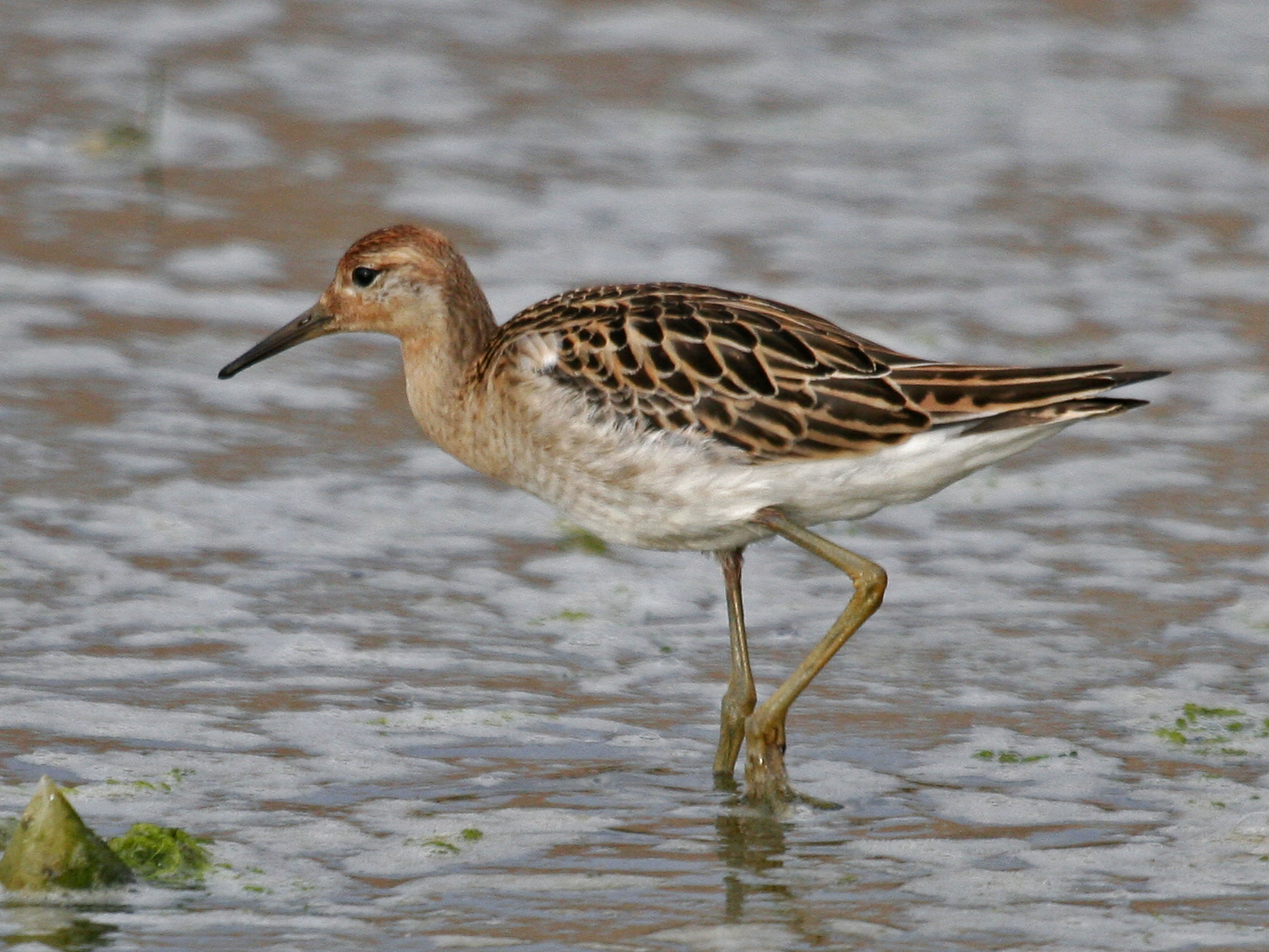
Jespák bojovný, mladý pták